# Rogier Bosman
Rogier Bosman (* 29. Juni 1974 in Den Haag) ist ein niederländischer Jazzmusiker und Arrangeur.
Bosman studierte Horn und Schulmusik am Königlichen Konservatorium von Den Haag und Komposition und Arrangement am Konservatorium Rotterdam. Der Multi-Instrumentalist spielt u. a. Trompete, Horn und Tuba, Akkordeon und Bandoneon, Maultrommel, Gitarre und Perkussion.
Er wirkte nach dem Studium als Chor- und Orchesterrepetitor und Dirigent bei verschiedenen Theaterproduktionen als arbeitete als Komponist und Arrangeur u. a. für die Toneelgroep Oostpool, das Het RO-theater und das Metropole Orkest. Daneben komponierte er auch für verschiedene Fernsehproduktionen, so in Een Nieuwe Jas, Live (AVRO) für das Metropole Orkest und Solisten wie Huub van der Lubbe, Sarah Bettens, Acda en De Munnik, Lilian Vieira und Chantal Janzen.
Bosman gehört zu den Gründungsmitgliedern der Gruppe Wereldband. Mit Wende Snijders trat er beim North Sea Jazz Festival 2007 als Hornist, Trompeter, Akkordeonist und Schlagzeuger auf. Seit 2006 unterrichtet er Liedbegleitung und Arrangement am Konservatorium in Den Haag.

## Diskographie
- De Wereldband: De Wereldband
- De Wereldband: Lekker warm, 2005–06